# Mindaugas Maldonis
Mindaugas Maldonis (Daugai, 30 de  marzo de 1991) es un deportista lituano que compite en piragüismo en la modalidad de aguas tranquilas.
Ganó una medalla de plata en el Campeonato Mundial de Piragüismo de 2022 y dos medallas de bronce en el Campeonato Europeo de Piragüismo, en los años 2022 y 2024.

## Palmarés internacional
| Campeonato Mundial | Campeonato Mundial | Campeonato Mundial | Campeonato Mundial |
| Año                | Lugar              | Medalla            | Competición        |
| ------------------ | ------------------ | ------------------ | ------------------ |
| 2022               | Halifax (Canadá)   | Medalla de plata   | K2 500 m           |
| Campeonato Europeo |                    |                    |                    |
| Año                | Lugar              | Medalla            | Competición        |
| 2022               | Múnich (Alemania)  | Medalla de bronce  | K2 500 m           |
| 2024               | Szeged (Hungría)   | Medalla de bronce  | K2 500 m           |